# Cirkler (dokumentarfilm)
Cirkler er en dansk dokumentarfilm fra 2008 instrueret af Martin Køhler Jørgensen.

## Handling
Filmen handler om de mennesker, der bor længst væk fra lufthavnen i Sverige, Irland og Serbien. Mens nogle er tvunget til at blive i disse øde egne, har andre selv valgt den moderne verden fra. Men bliver man lykkeligere af at slippe for den globaliserede verdens mange valgmuligheder?